# مرسوم نانت

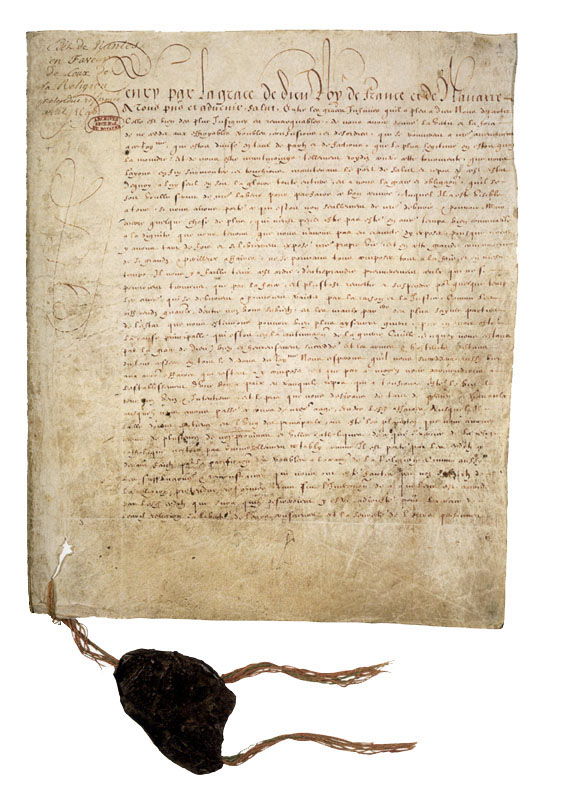

مرسوم نانت (بالفرنسية: Édit de Nantes)‏ هو مرسوم يحث على التسامح، سنه هنري الرابع ملك فرنسا عام 1598. أتاح هذا المرسوم للبروتستانت في مملكة فرنسا حرية العقيدة والعبادة وعُدّ من أبرز الوثائق التي تؤشر بدء عصر النهضة الأوروبية واحترام حقوق الإنسان وجعل الإنسان محور الفكر الأوروبي. سمي هذا المرسوم هكذا نسبة إلى المدينة الفرنسية نانت.